# Xenna
Xenna es un prefijo equivalente a mil cuatrillones

## Significado

### Etimología
Del griego antiguo έννέα (enéa,"nueve"), para el noveno orden de 10 3, y la letra x, como tercer término  en una serie que corre hacia atrás a través del alfabeto después zetta y yotta. Los finales de un ajusta a la vocal final de la serie SI de mega hacia arriba

### Pronunciación
- zɛnə

### Prefijo
xenna-
1. En sistema métrico de unidades, multiplicar la unidad a la que está unido por 1027
Sinónimos
- hella

- bronto

Antónimos
- xenno

Notas de Uso
- No es un prefijo estándar en el SI

- Datos: Q20609669